# 梅南镇
梅南镇是中国广东省梅州市梅县区下辖的一个镇，位于梅县区南部，距离梅州市区18公里，总面积145平方公里，拥有山地15.8万亩，辖16个行政村和1个居民委员会，常住居民人口约为1.5万人。梅南镇地缘交通优越，广梅汕铁路、206国道、梅揭高速公路穿镇而过。2006年全镇工农业总产值8.08亿元。

## 行政区划
- 居民委员会：梅南居民委员会
- 村落：龙岗村、官径村、蓝田村、耕滂村、上村村、下村村、轩外村、轩中村、轩内村、蓝溪村、顺里村、南坑村、北洞村、水美村、九龙村、黄礤村